# 在中国カナダ大使
在中国カナダ大使 (ざいちゅうごくカナダたいし、英語:Canadian Ambassador in China) は、中国 (China) におけるカナダ政府の代表である。現在、カナダ外務省の公式サイトは中華民国と中華人民共和国の区別なくカナダの在中国代表の一覧を掲出しており、本項もこれにしたがう。

## 歴史
中国におけるカナダ政府の最初の係官は、1891年に貿易商務省が任命した駐在官であった。1906年には常設の上海事務所が開設され、1909年にはアレクサンダー・マクリーンが最初の商務官 (trade commissioner) に任命された。その後、太平洋戦争が始まると、カナダは同じく連合国の一員である中華民国と外交関係を結び、1942年11月に駐華公使を任命した。初代公使はヴィクター・オドラム少将であった。
1970年10月13日、カナダは中華人民共和国と正式な外交関係を結び、中華民国との外交関係は解消されることになった。1986年、台湾におけるカナダ代表部としてカナダ駐台北貿易弁事処を開設したが、政府は現在まで「台湾」という呼称を選択している。

## 在中国カナダ代表の一覧
1942年から1951年までは中華民国、1971年からは中華人民共和国におけるカナダ代表である。
| 代表                           | 身分         | 任命       | 信任状提出 | 退任       |
| ------------------------------ | ------------ | ---------- | ---------- | ---------- |
| ヴィクター・オドラム           | 特命全権公使 | 1942/11/05 | 1943/05/11 | 1946/10/04 |
| ジョージ・サットン・パターソン | 臨時代理公使 | 1946/10/04 |            | 1945/03/00 |
| トマス・クレイトン・デイビス   | 特命全権大使 | 1946/10/24 | 1947/05/21 | 1949/04/01 |
| チェスター・ロニング           | 臨時代理大使 | 1949/04/01 |            | 1951/02/26 |
| John MacLeod Fraser            | 臨時代理大使 | 1971/01/11 |            | 1971/06/10 |
| ラルフ・エドガー・コリンズ     | 特命全権大使 | 1971/04/08 | 1971/06/10 | 1972/09/17 |
| Charles John Small             | 特命全権大使 | 1972/06/08 | 1972/10/27 | 1976/10/08 |
| アーサー・メンジース           | 特命全権大使 | 1976/06/29 | 1976/11/03 | 1980/09/23 |
| Michel Gauvin                  | 特命全権大使 | 1980/09/12 | 1980/11/14 |            |
| Richard Vessot Gorham          | 特命全権大使 | 1984/05/31 | 1984/09/05 |            |
| Earl Gordon Drake              | 特命全権大使 | 1987/09/10 | 1987/10/16 | 1990/10/05 |
| M. Fred Bild                   | 特命全権大使 | 1990/00/00 | 1990/10/11 | 1994/12/04 |
| John Lawrence Paynter          | 特命全権大使 | 1994/12/23 |            |            |
| Howard Balloch                 | 特命全権大使 | 1996/02/13 |            |            |
| ジョセフ・キャロン             | 特命全権大使 | 2001/07/16 | 2001/09/06 | 2005/07/28 |
| ロバート・G・ライト            | 特命全権大使 | 2005/08/19 | 2005/08/29 |            |
| David Mulroney                 | 特命全権大使 | 2009/05/27 |            |            |
| Guy Saint-Jacques              | 特命全権大使 | 2012/9/    |            |            |